# Parasynegia atomaria
Parasynegia atomaria är en fjärilsart som beskrevs av W. Warren 1896. Parasynegia atomaria ingår i släktet Parasynegia och familjen mätare. Inga underarter finns listade i Catalogue of Life.